# Wodonga City
Wodonga City is een Local Government Area (LGA) in Australië in de staat Victoria. Wodonga City telt 35.280 inwoners. De hoofdplaats is Wodonga.

## Geboren
- Joshua Kennedy (20 augustus 1982), voetballer